# NXT 2300
NXT 2300 fue un especial de televisión de lucha libre profesional del programa semanal NXT de la WWE. El episodio fue transmitido en vivo el 6 de noviembre de 2024 desde el 2300 Arena en Filadelfia, Pensilvania.

## Resultados
- Jaida Parker derrotó a Lola Vice en un Hardcore Match (con Dawn Marie como árbitra especial invitada). (14:44)[1]
  - Parker cubrió a Vice después de un «Hypnotic».
- Je'Von Evans derrotó a Wes Lee.  (12:18)
  - Evans cubrió a Lee después de un «Springboard Cutter» seguido de un «Frog Splash».
  - Durante la lucha, Rob Van Dam interfirió a favor de Evans.
- Ethan Page & Ridge Holland derrotaron a Trick Williams & Bubba Ray Dudley. (10:17)[2]
  - Holland cubrió a Williams después de revertir un «Trick Shot» en un «Roll Up».
  - Después de la lucha, Page & Holland atacaron a Williams & Bubba Ray, pero fueron detenidos por D-Von Dudley.
- Tony D'Angelo (con Channing «Stacks» Lorenzo, Luca Crusifino & Adriana Rizzo) derrotó a Nunzio (con Tony Mamaluke) y retuvo el Campeonato Norteamericano de NXT. (2:19)
  - D'Angelo cubrió a Nunzio después de un «Spinebuster».
  - Durante la lucha, Mamaluke interfirió a favor de Nunzio, mientras que Lorenzo lo hizo a favor de D'Angelo.
  - Después del combate, ambos se abrazaron y se dieron la mano en señal de respeto.
- Giulia, Jordynne Grace, Kelani Jordan, Stephanie Vaquer & Zaria derrotaron a Roxanne Perez, Cora Jade & Fatal Influence (Fallon Henley, Jacy Jayne & Jazmyn Nyx). (14:57)[3]
  - Zaria cubrió a Perez después de un «F5».